# Martuthunira
Le martuthunira  est une langue aborigène de la famille pama-nyungan, parlée dans la province occidentale de l’Australie, dans une région qui s'étendait entre les rivières Cane et Robe, et jusqu'à la rivière Maitland.

La langue est quasiment éteinte.

## Classification
Le martuthunira fait partie de la famille pama-nyungan. À l'intérieur de celle-ci, O’Grady (1966), le classe dans le groupe nyunguique et dans le sous-groupe ngayarda.

Dench inclut les langues suivantes dans le ngayarda: le martuthunira, le ngarla, le nyamal, le panyjima, le kurrama, le yinyjiparnti, le kariyarra, le ngarluma, le jurruru, le nhuwala et le yinhawangka.

## Phonologie
Les tableaux présentent les phonèmes du martuthunira, voyelles et consonnes.

### Voyelles
|        | antérieure    | postérieure   |
| ------ | ------------- | ------------- |
| fermée | i [i] ii [iː] | u [u] uu [uː] |
| basse  | a [a] aa [aː] | a [a] aa [aː] |

### Consonnes
|              |              | Bilabiales | Dental. | Alvéol. | Rétrofl. | Dorsales | Dorsales |
| ------------ | ------------ | ---------- | ------- | ------- | -------- | -------- | -------- |
| Palatales    | Vélaires     | Bilabiales | Dental. | Alvéol. | Rétrofl. |          |          |
| Occlusives   | Occlusives   | p [p]      | th [t̪]  | t [t]   | rt [ʈ]   |          | k [k]    |
| Affriquée    | Affriquée    |            |         |         |          | j [ɟ]    |          |
| Nasale       | Nasale       | m [m]      | nh [n̪]  | n [n]   | rn [ɳ]   | ny [ɲ]   | ng [ŋ]   |
| liquide      | liquide      |            | lh [l̪]  | l [l]   |          | ly [ʎ]   |          |
| roulée       | roulée       |            |         | rr [r]  | r [ɽ]    |          |          |
| Semi-voyelle | Semi-voyelle | w [w]      |         |         |          |          | y [j]    |

## Sources
- (en), Dench, Alan Charles, Martuthunira. A Language of pilbara Region of Western Australia, Pacific Linguistics Series C-125, Department of Linguistics Research School of Pacific and Asian Studies, Canberra, The Australian National University, 1994,  (ISBN 0 85883 422 7)